# Dnie-ye!
Dnie-ye! – drugi singiel Urszuli promujący jej album Supernova.
(muz. S. Zybowski / sł. U. Kasprzak)

## Lista utworów
- "Dnie-ye!" (4:05)

## Twórcy
- Urszula – śpiew, chórki
- Stanisław Zybowski – gitary
- Wojtek Kuzyk – gitara basowa
- Robert Szymański – perkusja
- Sławek Piwowar – instrumenty klawiszowe
- Jurek Suchocki – loopy
- gościnnie: Juliusz Mazur – instrumenty klawiszowe

- Produkcja – Stanisław Zybowski
- Realizacja nagrań – Rafał Paczkowski
- Mastering – Grzegorz Piwkowski
- Managment – Julita Janicka Impres JOT
- Nagrań dokonano w Studio Buffo sierpień/wrzesień 1998

## Listy przebojów
| Notowania                          | pozycja |
| ---------------------------------- | ------- |
| Lista Przebojów Programu Trzeciego | 26      |
| Szczecińska Lista Przebojów        | 47      |